# Trichoplusia ni
Trichoplusia ni és una espècie de lepidòpter ditrisi de la família dels noctúids (Noctuidae). Es pot trobar a parts d'Àfrica, a Amèrica del Nord, a la majoria d'Europa (principalment al sud), i a la regió indo-australiana. L'adult és una arna nocturna de color marró.
El seu nom prové de la marca que té a sobre de les ales anteriors, que recorda a la lletra grega «ni» en minúscula.
L'eruga és llisa i de color verd pàl·lid amb ratlles blanques. És molt destructiva per les plantes, ja que consumeix amb molta velocitat les fulles. Normalment s'alimenta de cols, però també devora les tomaqueres, les cogombreres, la farigola i les patateres.